# Otis Turner
Otis Turner (Fairfield, 29 novembre 1862 – Los Angeles, 28 marzo 1918) è stato un regista, sceneggiatore e produttore cinematografico statunitense.

## Biografia
Cominciò a lavorare per il cinema a 46 anni, firmando come regista il suo primo film nel 1908, un Dr. Jekyll and Mr. Hyde che fu la prima trasposizione per lo schermo del romanzo di Stevenson.
Nella sua carriera, durata neanche 10 anni, firmò da regista 135 film dal 1908 al 1917. Ne sceneggiò 40 e ne produsse 6. Nel 1908, interpretò uno dei suoi film e, nel 1914, fu aiuto regia di Herbert Brenon per Neptune's Daughter..
Ritiratosi nel 1917, muore il 28 marzo dell'anno seguente a Los Angeles, all'età di 55 anni.

## Filmografia parziale

### Regista

#### 1908
- Dr. Jekyll and Mr. Hyde – cortometraggio (1908)
- Rip Van Winkle – cortometraggio (1908)
- The Fighting Parson – cortometraggio (1908)
- Damon and Pythias – cortometraggio (1908)
- The Fairylogue and Radio-Plays, co-regia di Francis Boggs (1908)

#### 1909
- Stirring Days in Old Virginia – cortometraggio (1909)
- The Cowboy Millionaire, co-regia di Francis Boggs – cortometraggio (1909)
- The Christian Martyrs – cortometraggio (1909)

#### 1910
- The Courtship of Miles Standish – cortometraggio (1910)
- Il mago di Oz (The Wonderful Wizard of Oz) – cortometraggio (1910)
- The Common Enemy – cortometraggio (1910)
- Dorothy and the Scarecrow in Oz – cortometraggio (1910)
- The Land of Oz – cortometraggio (1910)
- The Range Riders, co-regia di Francis Boggs – cortometraggio (1910)
- The Way of the Red Man – cortometraggio (1910)
- Lost in the Soudan – cortometraggio (1910)
- Two Boys in Blue – cortometraggio (1910)
- John Dough and the Cherub – cortometraggio (1910)
- Justinian and Theodora – cortometraggio (1910)

#### 1911
- The Spy -  cortometraggio (1911)
- The Witch of the Everglades – cortometraggio (1911)
- Back to the Primitive, co-regia di Francis Boggs – cortometraggio (1911)
- Jim and Joe -  cortometraggio (1911)
- The Rose of Old St. Augustine – cortometraggio (1911)
- Captain Kate, co-regia di Francis Boggs – cortometraggio (1911)
- Jealous George – cortometraggio (1911)
- Life on the Border – cortometraggio (1911)
- The Totem Mark – cortometraggio (1911)
- Dad's Girls – cortometraggio (1911)
- The Wheels of Justice – cortometraggio (1911)
- The Two Orphans - supervisione di Francis Boggs (1911)
- Maud Muller – cortometraggio (1911)
- How They Stopped the Run on the Bank – cortometraggio (1911)
- His Better Self – cortometraggio (1911)
- Lost in the Jungle – cortometraggio (1911)
- The Inner Mind – cortometraggio (1911)
- A Counterfeit Santa Claus – cortometraggio (1911)

#### 1912
- O'Brien's Busy Day (1912)
- A Modern Highwayman (1912)
- The Immigrant's Violin (1912)
- The Right Clue – cortometraggio (1912)
- Far from the Beaten Track (1912)
- Shamus O'Brien (1912)
- The Man from the West (1912)
- The Romance of an Old Maid (1912)
- Tempted But True (1912)
- The Loan Shark (1912)
- The Lure of the Picture (1912)
- Lady Audley's Secret, co-regia di Herbert Brenon (1912)
- A Cave Man Wooing (1912)
- The Peril (1912)
- Up Against It (1912)
- The Breakdown (1912)
- The Schemers (1912)
- Clownland (1912)
- Before the White Man Came – cortometraggio (1912)
- Caught in a Flash(1912)
- Winning the Latonia Derby (1912)
- In Old Tennessee (1912)
- Human Hearts (1912)
- The Tribal Law  co-regia Wallace Reid (1912)
- Hunted Down (1912)

#### 1913
- The Buccaneers (1913)
- His Faitful Servant (1913)
- The Dream (1913)
- By Fate's Decree (1913)
- Under the Black Flag (1913)
- The Boob's Dream Girl (1913)
- A Tale of the Lonely Coast (1913)
- The Primeval Test (1913)
- Captain Kidd (1913)
- Shon the Piper  (1913)
- Wandering Folk  (1913)
- The Evil Power  (1913)
- Uncle Tom's Cabin (1913)
- Robinson Crusoe  (1913)
- Draga, the Gipsy  (1913)
- The Stolen Idol  (1913)
- The Shadow  (1913)
- The Boob (1913)
- In Slavery Days (1913)
- The Wayward Sister (1913)
- Sheridan's Ride (1913)
- A Frontier Providence (1913)

#### 1914
- One of the Bravest (1914)
- Venus and Adonis – cortometraggio (1914)
- Captain Jenny, S.A.
- Won in the Clouds – cortometraggio (1914)
- The Awakening – cortometraggio (1914)
- The Woman in Black – cortometraggio (1914)
- Damon and Pythias (1914)
- Called Back (1914)
- The Big Sister's Christmas (1914)
- The Opened Shutters (1914)
- Kid Regan's Hands (1914)
- Through the Flames (1914)
- Circle 17 (1914)
- An Awkward Cinderella (1914)
- At the Foot of the Stairs (1914)
- The Sob Sister (1914)
- Prowlers of the Wild (1914)
- On the Rio Grande (1914)
- The Spy (1914)
- On the Verge of War (1914)
- Dangers of the Veldt (1914)
- By Radium's Rays (1914)
- For the Freedom of Cuba (1914)
- The Cycle of Adversity (1914)
- An Arrowhead Romance (1914)

#### 1915
- Changed Lives – cortometraggio (1915)
- Business Is Business (1915)
- The Black Box (1915)
- The Great Ruby Mystery – cortometraggio (1915)
- A Little Brother of the Rich (1915)
- Business Is Business (1915)
- The Road to Paradise (1915)
- When a Queen Loved O'Rourke (1915)
- The New Adventures of Terence O'Rourke (1915)
- The Framed-Up (1915)
- The Scarlet Sin (1915)
- From Italy's Shores (1915)
- The Flash (1915)

#### 1916
- Langdon's Legacy (1916)
- The Pool of Flame (1916)
- The Gay Lord Waring (1916)
- A Youth of Fortune (1916)
- Hulda the Silent (1916)
- A Son of the Immortals (1916)
- The Seekers (1916)
- The Whirlpool of Destiny (1916)
- The Mediator (1916)
- Get the Boy (1916)

#### 1917
- The Book Agent (1917)
- The Soul of Satan (1917)
- High Finance  (1917)
- Some Boy (1917)
- To Honor and Obey (1917)
- Melting Millions (1917)
- The Island of Desire (1917)

### Sceneggiatore
- Rip Van Winkle, regia di Otis Turner – cortometraggio (1908)
- Damon and Pythias, regia di Otis Turner – cortometraggio (1908)
- The Fairylogue and Radio-Plays, regia di Otis Turner e Francis Boggs (1908)
- The Christian Martyrs, regia di Otis Turner – cortometraggio (1909)
- The Courtship of Miles Standish – cortometraggio (1910)
- Il mago di Oz (The Wonderful Wizard of Oz), regia di Otis Turner – cortometraggio (1910)
- The Common Enemy, regia di Otis Turner – cortometraggio (1910)
- Dorothy and the Scarecrow in Oz, regia di Otis Turner – cortometraggio (1910)
- The Land of Oz, regia di Otis Turner – cortometraggio (1910)
- John Dough and the Cherub, regia di Otis Turner – cortometraggio (1910)
- Dad's Girls, regia di Otis Turner (1911)
- Back to the Primitive, regia di Francis Boggs e Otis Turner – cortometraggio (1911)
- The Witch of the Everglades, regia di Otis Turner – cortometraggio (1911)
- Jim and Joe, regia di Otis Turner -  cortometraggio (1911)
- The Rose of Old St. Augustine, regia di Otis Turner – cortometraggio (1911)
- Ten Nights in a Bar Room, regia di Francis Boggs – cortometraggio (1911)
- Captain Kate, regia di Francis Boggs e Otis Turner – cortometraggio (1911)
- The Totem Mark, regia di Otis Turner – cortometraggio (1911)
- Dad's Girls, regia di Otis Turner – cortometraggio (1911)
- How They Stopped the Run on the Bank, regia di Otis Turner – cortometraggio (1911)
- His Better Self, regia di Otis Turner – cortometraggio (1911)

- Won in the Clouds, regia di Otis Turner – cortometraggio (1914)
- Changed Lives, regia di Otis Turner – cortometraggio (1915)
- The Black Box, regia di Otis Turner - serial cinematografico in 15 episodi (1915)
- The Great Ruby Mystery, regia di Otis Turner – cortometraggio (1915)
- The Mediator, regia di Otis Turner (1916)
- The Book Agent, regia di Otis Turner (1917)

### Attore
- Damon and Pythias, regia di Otis Turner – cortometraggio (1908)

### Aiuto Regia
- Neptune's Daughter, regia di Herbert Brenon (1914)

### Produttore
- Lost in the Jungle, regia di Otis Turner – cortometraggio (1911)
- Shon the Piper, regia di Otis Turner (1913)
- The Black Box, regia di Otis Turner - serial cinematografico in 15 episodi (1915)

### Film o documentari dove appare Otis Turner
- Behind the Screen, regia di Al Christie (1915)